# Дирварі (Келераш)
Дирварі (рум. Dârvari) — село у повіті Келераш в Румунії. Входить до складу комуни Темедеу-Маре.
Село розташоване на відстані 35 км на схід від Бухареста, 69 км на північний захід від Келераші.

## Населення
За даними перепису населення 2002 року у селі проживали 116 осіб, усі — румуни. Усі жителі села рідною мовою назвали румунську.